# Liste der Mitglieder des Württembergischen Landtages 1919 bis 1920
Diese Liste gibt einen Überblick über die Mitglieder der Verfassunggebenden Landesversammlung des freien Volksstaates Württemberg (1919 bis 1920).

## A
- Oscar Adolf Adorno (Zentrum) nachgerückt am 12. Dezember 1919 für Adolf Gröber
- Josef Andre (Zentrum)

## B
- Albert Bauer (SPD)
- Julius Baumann (DDP)
- Ludwig Baur (Zentrum)
- Hermann Gustav Bayer (DDP)
- Wilhelm Bazille (Bürgerpartei/DNVP)
- Gustav Beißwänger (Bürgerpartei/DNVP)
- Wilhelm Benkert (Bürgerpartei/DNVP)
- Wilhelm Benz (SPD)
- Karl Berroth (WBB) verstorben am 20. April 1920, nachgerückt ist Wilhelm Dingler
- Wilhelm Blos (SPD)
- Lorenz Bock (Zentrum)
- Wilhelm Böhm (DDP)
- Eugen Bolz (Zentrum)
- Ludwig Brucker (SPD)
- Peter Bruckmann (DDP)
- Mathilde Brückner (SPD)

## C
- Karl Commerell (DDP) nachgerückt am 18. November 1919 für Johannes Gaiser
- Artur Crispien (USPD) ausgetreten am 12. April 1919, nachgerückt ist August Hornung

## D
- Robert Dick (USPD) nachgerückt am 26. März 1920 für Ferdinand Hoschka
- Wilhelm Dingler (WBB) nachgerückt am 29. April 1920 für den verstorbenen Karl Berroth
- Andreas Dreher (SPD) ausgetreten am 15. Juli 1919, nachgerückt ist Robert Fette

## E
- Wilhelm Eggert (SPD)
- Karl Eisele (SPD)
- Franz Engelhardt (USPD) ausgetreten am 7. Juli 1919, nachgerückt ist Hans Ziegler
- Jakob Ernst (SPD)
- Albert Esenwein (DDP)
- Hermann Etter (DDP)

## F
- Eugen Feil (Zentrum) nachgerückt am 15. Juli 1919 für Amélie von Soden
- Franz Feilmayr (Zentrum)
- Robert Fette (SPD) nachgerückt am 6. August 1919 für Andreas Dreher
- Franz Feuerstein (SPD)
- Friedrich Fischer (SPD) ausgetreten am 10. Oktober 1919, nachgerückt ist Wilhelm Kowald
- Gottlieb Fischer (SPD)
- Johannes Fischer (DDP)
- Theodor Fischer (Bürgerpartei/DNVP)
- Fritz Flad (DDP)
- Matthias Fleig (SPD)
- Eduard Fliegauf (Zentrum)
- Wilhelm Frick (SPD)

## G
- Johannes Gaiser (DDP) verstorben am 10. September 1919, nachgerückt ist Karl Commerell
- Karl Gengler (Zentrum)
- Friedrich Göhring (SPD)
- Johannes Goller (Bürgerpartei/DNVP) nachgerückt am 22. Mai 1919 für Paul Wurster
- Eugen Graf (Zentrum)
- Adolf Gröber (Zentrum) verstorben am 19. September 1919, nachgerückt ist Oscar Adorno
- Gustav Groß (DDP)
- Johannes Groß (Zentrum)
- Albert Gruhnert (SPD)

## H
- Wilhelm Haag (WKWB)
- Gustav Hanser (Zentrum)
- Jakob Harder (SPD) nachgerückt am 12. Januar 1920 für Hermann Zernicke
- Gustav Hartenstein (DDP)
- Karl Hausmann (DDP) nachgerückt am 30. April 1920 für den verstorbenen Heinrich Schweickkardt
- Conrad Haußmann (DDP)
- Georg Hengstberger (DDP)
- Otto Henne (DDP)
- Camill Hepp (Zentrum) ausgetreten am 6. September 1919, nachgerückt ist Paul Möhler
- Emil Herbst (Bürgerpartei/DNVP)
- Hugo Herrmann (DDP)
- Immanuel Herrmann (SPD)
- Berthold Heymann (SPD)
- Johannes von Hieber (DDP)
- Emilie Hiller (SPD)
- Hermann Hiller (Bürgerpartei/DNVP)
- Gotthilf Hitzler (SPD) nachgerückt am 18. November 1919 für Wilhelm Schifferdecker
- Karl Hof (SPD)
- Albert Hopf (DDP)
- August Hornung (USPD) nachgerückt am 5. Mai 1919 für Artur Crispien
- Ferdinand Hoschka (USPD) ausgetreten am 10. März 1920, nachgerückt ist Robert Dick
- Otto Hosenthien (SPD)

## K
- Heinrich Karges (WKWB)
- Johann Karle (WBB)
- Thekla Kauffmann (DDP)
- Julius Keck (DDP)
- Wilhelm Keil (SPD)
- Maria Keinath (DDP)
- Norbert Kiechle (Zentrum)
- Hans v. Kiene (Zentrum) verstorben am 24. September 1919, nachgerückt ist Mathias Weber
- Gustav Kittler (SPD)
- Johannes Klotzbücher (SPD)
- Theodor Körner (BdL/WBB)
- Wilhelm Kowald (SPD) nachgerückt am 18. November 1919 für Friedrich Fischer
- Karl Krüger (SPD)
- Karl Kübler (DDP)
- Mathilde Kühnert (Zentrum)
- Jakob Kurz (SPD)

## L
- Eduard Lamparter (DDP)
- Sebastian Lauterbach (SPD)
- Theodor Liesching (DDP)
- Hugo Lindemann (SPD)
- Rudolf Linkenheil (DDP)
- Georg Locher (Zentrum)
- Johannes Löchner (DDP)

## M
- Hermann Mattutat (SPD)
- Gerhard Maunz (Zentrum)
- Paul Möhler (Zentrum) nachgerückt am 23. September 1919 für Camillus Hepp
- Max von Mülberger (DDP)
- Ella Müller-Payer (DDP)

## N
- Erwin Nesper (SPD)
- Jakob Nill (SPD) ausgetreten am 16. September 1919, nachgerückt ist Karl Ruggaber
- Friedrich Nothhelfer (Zentrum)

## O
- Karl Oster (SPD)

## P
- Albert Pflüger (SPD)
- Mathilde Planck (DDP)
- August Pollich (Zentrum)
- Georg Preßmar (SPD)

## R
- Albert Rapp (WKWB)
- Georg Reichel (SPD)
- Christian Renz (SPD)
- Luise Rist (Zentrum)
- Jonathan Roth (WBB)
- Karl Ruggaber (SPD) nachgerückt am 3. Oktober 1919 für Jakob Nill

## S
- Paul Sakmann (SPD)
- Heinrich Schäfer (SPD)
- Stephan Schaible (Bürgerpartei/DNVP)
- Adolf Scheef (DDP)
- Wilhelm Schifferdecker (SPD) ausgetreten am 29. September 1919, nachgerückt ist Gotthilf Hitzler
- Louis Schlegel (SPD)
- Jakob Schmid (WBB)
- Joseph Schmid (Zentrum)
- Michael Schmid (Zentrum)
- Johann Schock (DDP)
- Ernst Schott (Bürgerpartei/DNVP)
- Laura Schradin (SPD)
- Joseph Schuler (Zentrum)
- Christian Schumacher (SPD) nachgerückt am 15. Juli 1919 für Otto Wasner
- Heinrich Schweickhardt (DDP) verstorben am 13. Dezember 1919, nachgerückt ist Karl Hausmann
- Adrian Schweizer (Zentrum)
- Wilhelm Seifried (WBB)
- Amélie Freifrau v. Soden (Zentrum) ausgetreten am 2. Juni 1919, nachgerückt ist Eugen Feil
- Johann Sommer (Zentrum)
- Karl Sperka (SPD)
- Joannes Baptista Sproll (Zentrum)
- Emil Staudenmeyer (DDP)
- Hermann Stengelin (DDP)
- Carl Stiefel (WBB)
- Felix Stiegele (Zentrum)
- Hermann Strasser (SPD)
- Joseph Straub (SPD)
- Wilhelm Ströbel (WBB)
- Albert Stuber (SPD)

## U
- Fritz Ulrich (SPD)

## V
- Fritz Varnholt (DDP)
- Friedrich Vogt (WBB)
- Wilhelm Vogt (WBB)
- Xaver Vogt (Zentrum)
- Fanny Vorhölzer (SPD)
- Karl Vorhölzer (SPD)

## W
- Karl Walter (Zentrum)
- Otto Wasner (SPD) ausgetreten am  27. Juni 1919,  nachgerückt ist Christian Schumacher
- Johannes Weber (Zentrum)
- Mathias Weber (Zentrum) nachgerückt am 18. November 1919 für Johann Baptist von Kiene
- Fritz Wider (Bürgerpartei/DNVP)
- Philipp Wieland (DDP)
- Eugenie Willig (DDP)
- Friedrich Winker (SPD)
- Theodor Wolff (BdL / WBB)
- Otto Wölz (DDP)
- Karl Wulle (DDP)
- Theophil Wurm (Bürgerpartei/DNVP)
- Paul von Wurster (Bürgerpartei/DNVP) ausgetreten am 12. Mai 1919, nachgerückt ist Johannes Goller

## Z
- Hermann Zernicke (SPD) ausgetreten am  19. Januar 1920   nachgerückt ist Jakob Harder
- Clara Zetkin (USPD)
- Hans Ziegler (USPD) nachgerückt am 6. August 1919 für Franz Engelhardt
- Georg Zinnecker (SPD)